# Prinsenstad-toernooi
Het Prinsenstad-toernooi is een weekendschaaktoernooi dat sinds 2008 ieder jaar in Delft wordt gespeeld tijdens het paasweekend. De organisatie is in handen van de Delftsche Schaakclub.

## Lijst van winnaars

### Meervoudige winnaars
| Overwinningen | Schaker            | Land               | Jaren                            |
| ------------- | ------------------ | ------------------ | -------------------------------- |
| 5             | Erik van den Doel  | Vlag van Nederland | 2008 + 2011 + 2014 + 2017 + 2019 |
| 3             | Dimitri Reinderman | Vlag van Nederland | 2009 + 2010 + 2016               |
| 3             | Stefan Bekker      | Vlag van Nederland | 2022 + 2023                      |

### Overwinningen per land
| Overwinningen | Land      |
| ------------- | --------- |
| 13            | Nederland |
| 1             | Bulgarije |
| 1             | Oekraïne  |